# Kościół Świętych Apostołów Piotra i Pawła w Sierakowie Śląskim
Kościół Świętych Apostołów Piotra i Pawła w Sierakowie Śląskim – kościół rzymskokatolicki w Sierakowie Śląskim (powiat lubliniecki, województwo śląskie).

## Historia i architektura kościoła
Kościół jest położony ok. 2 km.na wschód od Sierakowa. Najprawdopodobniej istniał już przed utworzeniem w tej wsi parafii. Był wtedy kościołem filialnym parafii w Lubecku. Pierwotna drewniana budowla powstała prawdopodobnie w połowie XVII w. Jej najstarszy opis pochodzi z roku 1679. Według niego była małą budowlą z dobudowana drewnianą zakrystią. Obok kościoła stała wtedy drewniana dzwonnica z 4 dzwonami. W roku 1688 wisiały już jednak tylko 3, z których najstarszy został odlany w 1651 r. 
Z czasem drewniany budynek kościoła zaczął coraz bardziej chylić się ku upadkowi, mimo że następni proboszczowie starali się przedłużyć jego żywot. Koszt renowacji był tak duży, że proboszcz oraz patronowie kościoła wraz z przedstawicielami gminy, doszli do wniosku że taniej będzie wybudować nowy kościół. W roku 1855 stary kościół został policyjnie zamknięty i wyłączony z użytku. 
W roku 1859 rozpoczęto prace przy budowie nowego kościoła. Prowadzili je przedsiębiorcy budowlani Czech i Ritter z Pszczyny. We wrześniu 1861 roku kościół co prawda był już wybudowany, ale jeszcze niecałkowicie gotowy. Prace dokończono z nastaniem zimy. Poświęcenia kościoła dokonał w roku 1861 ks. dziekan Biernacki z Lublińca.  
Wnętrze kościoła zdobią 3 ołtarze – główny z prezbiterium poświęcony Apostołom Piotrowi i Pawłowi oraz 2 boczne w nawie. Kuria Wrocławska ofiarowała na cele wyposażenia wnętrza 600 talarów. Sumą tą dysponował dziekan Biernacki. Z funduszu tego zapłacono przede wszystkim za obrazy w ołtarzach. Zdobiący ołtarz obraz patronów kościoła, namalował je artysta malarz Hanacher z Wrocławia. Obrazy w bocznych ołtarzach: św. Józefa i Najświętszej Maryi Panny są dziełem protestanckiego nauczyciela rysunków, Rittnera. Zostały zamówione jeszcze w roku 1860, kiedy budowa kościoła była w toku. 
W kolejnych latach wnętrze kościoła dojrzewało – w 1864 roku stolarz Karol Juraszek wykonał konfesjonał. W roku 1889 odnowiono gruntownie posadzkę ceglaną, w tym samym roku poświęcono także nowo zakupioną drogę krzyżową. Wykonała ją w oleju na płótnie firma Benzinger z Einsiedeln.
W roku 1901 kościół otrzymał nową pozłacaną monstrancję, a w roku 1903 nowy baldachim. W roku 1895 gospodarz Jan Hadzik z Wędziny ufundował marmurowy krzyż na placu kościelnym, który poświęcono w święto Bożego Ciała. W roku 1996 kościół został wyremontowany. Zmienione zostało pokrycie dachowe, wymieniono elewację, system nagłośnienia świątyni, oświetlenie na zewnątrz i w środku oraz uzupełnione zostały brakujące kawałki posadzki. W roku 2007 zakonserwowano pokrycie dachowe
Podczas obu wojen światowych kościół został nietknięty.

## Organy
Przez pierwsze trzy lata po oddaniu do użytku kościół nie posiadał organów. Dzięki pośrednictwu dziekana Biernackiego, zamówiono organy u znanego wykonawcy Haasa z Głubczyc. Ich poświęcenia dokonano w ostatnich dniach września 1864 r. Podczas ostatniego remontu wykonanego przez firmę "Kamerton" sprowadzono z Francji głos Trompet 8', a miech i dmuchawę przeniesiono z wieży do szafy organowej.
Dyspozycja instrumentu:
| Manuał                | Pedał                |
| --------------------- | -------------------- |
| 1. Principal 8’       | 1. Subbass 16’       |
| 2. Octave 4’          | 2. Principal Bass 8’ |
| 3. Rohrflöte 8’       | 3. Violon 8’         |
| 4. Gemshorn 8’        |                      |
| 5. Gamba 8’           |                      |
| 6. Flauto traverso 4’ |                      |
| 7. Super Octave 2’    |                      |
| 8. Mixtur 2-4 ch.*    |                      |
| 9. Trompet 8’ **      |                      |